# Hanoi
Hanoi (Hà Nội) je glavni grad države Vijetnam. Leži na Crvenoj rijeci (Song-Koi), 130 km udaljen od mora. Posjeduje sveučilište iz 1956. te poznatu Budinu pagodu iz 11. stoljeća. 

## Povijest
Prostor Hanoja je bio naseljen od 3. tisućljeća pr. Kr. Oko 200. pr. Kr. je na tom mjestu nastala tvrđava Cổ Loa. U kasnijem razdoblju je na tom prostoru postojalo više naselja koja su mijenjala imena (Tống Bình i Long Đỗ). Od 1010. je grad Đại La postao glavni grad države Đại Việt kojom je vladala dinastija Lý. Grad je preimenovan u Thăng Long i bio je glavni grad do 1397.
Thăng Long je tada preimenovan u Đông Đô.
1408. su Vijetnam okupirali Kinezi pod dinastijom Ming i Đông Đô su nazvali Đông Quan. 1428. su Vijetnamci protjerali Kineze, a grad su nazvali Đông Kinh (od tog imena dolazi naziv Tonkin koji se koristio za sjeverni dio Vijetnama). Od početka 19. st. se grad zove Bắc Thành, a od 1831. dobiva današnje ime Hà Nội. 1873. su Francuzi okupirali Vijetnam i uspostavili koloniju Francusku Indokinu. Hanoi je od 1887. glavni grad Francuske Indokine. Tijekom 2. svj. rata su grad okupirali Japanci.
Nakon rata je Hanoi postao sjedište vlade nezavisnog Vijetnama koju vodi vođa socijalističkog pokreta Viet Minh, Ho Chi Minh. Od 1946. su Vijetnam ponovo okupirali Francuzi, a nakon borbi s njima je od 1954. Hanoi glavni grad Sjevernog Vijetnama. Grad je bio više puta razaran tijekom Vijetnamskog rata 1955. – 1975. Nakon završetka rata 1976. je Hanoi glavni grad ujedinjenog Vijetnama. 

## Zemljopis
Hanoi je smješten na sjeveru Vijetnama, na obali Crvene rijeke koja se ulijeva u Tonkinški zaljev. Reljef oko grada je brdovit. Na prostoru grada postoji više jezera od kojih je najveće Hồ Tây (Zapadno jezero).
Klima je suptropska monsunska s vrućim i vlažnim ljetima i toplim i suhim zimama.
Grad je značajno prometno čvorište. 2008. se Hanoi službeno ujedinio s okolnim naseljima i stvoreno je metropolitansko područje koje okuplja više spojenih naselja.

## Gospodarstvo
Hanoi je drugi gospodarski centar Vijetnama, nakon grada Ho Ši Mina. Hanoi je glavni grad i politički centar Vijetnama, ali je Ho Chi Minh (bivši Saigon) centar gospodarski razvijenijeg južnog Vijetnama. U novije vrijeme se cijeli Vijetnam ubrzano gospodarski razvija, a Hanoi kao glavni grad ima značajnu ulogu u razvoju. Za razvoj grada je bitna blizina Kine s kojom Vijetnam tijesno surađuje.
Hanoi je centar plodnog poljoprivrednog pojasa. Postoje ljuštionice riže, čeličane, predionice pamuka; industrija svile, kože, papira; drvna, prehrambena i kemijska; izradba filigrana. U novije vrijeme se brzo razvija industrija raznovrsnih proizvoda široke potrošnje, po kojima azijske države zbog jeftine radne snage postaju konkurentne u svijetu. Danas se u gradu vrlo brzo razvija sektor trgovine.

## Znamenitosti
Hanoi je kroz stoljeća bio centar vijetnamske kulture, te ima mnogo kulturno-povijesnih spomenika. Značajna je stara gradska četvrt s brojnim povijesnim građevinama. Značajan je konfucijanistički hram Văn Miếu, budistička pagoda Chùa Một Cột i stara gradska tvrđava. Postoji mnogo ostataka francuske kolonijalne arhitekture (katedrala, predsjednička palača) i novijih socijalističkih spomenika (posebno mauzolej Ho Chi Minha).

### Građevine
- Keangnam Hanoi Landmark Tower
- Thang Long

## Galerija
- Panorama grada Hanoi
- Mauzolej Ho Chi Minha na Trgu Ba Dinh
- Hanoi
- Stadion My dinh